# Lepanthes olmosii
Lepanthes olmosii är en orkidéart som beskrevs av Bogarín. Lepanthes olmosii ingår i släktet Lepanthes och familjen orkidéer.
Artens utbredningsområde är Panamá. Inga underarter finns listade i Catalogue of Life.